# Pulsar (Walibi Belgium)

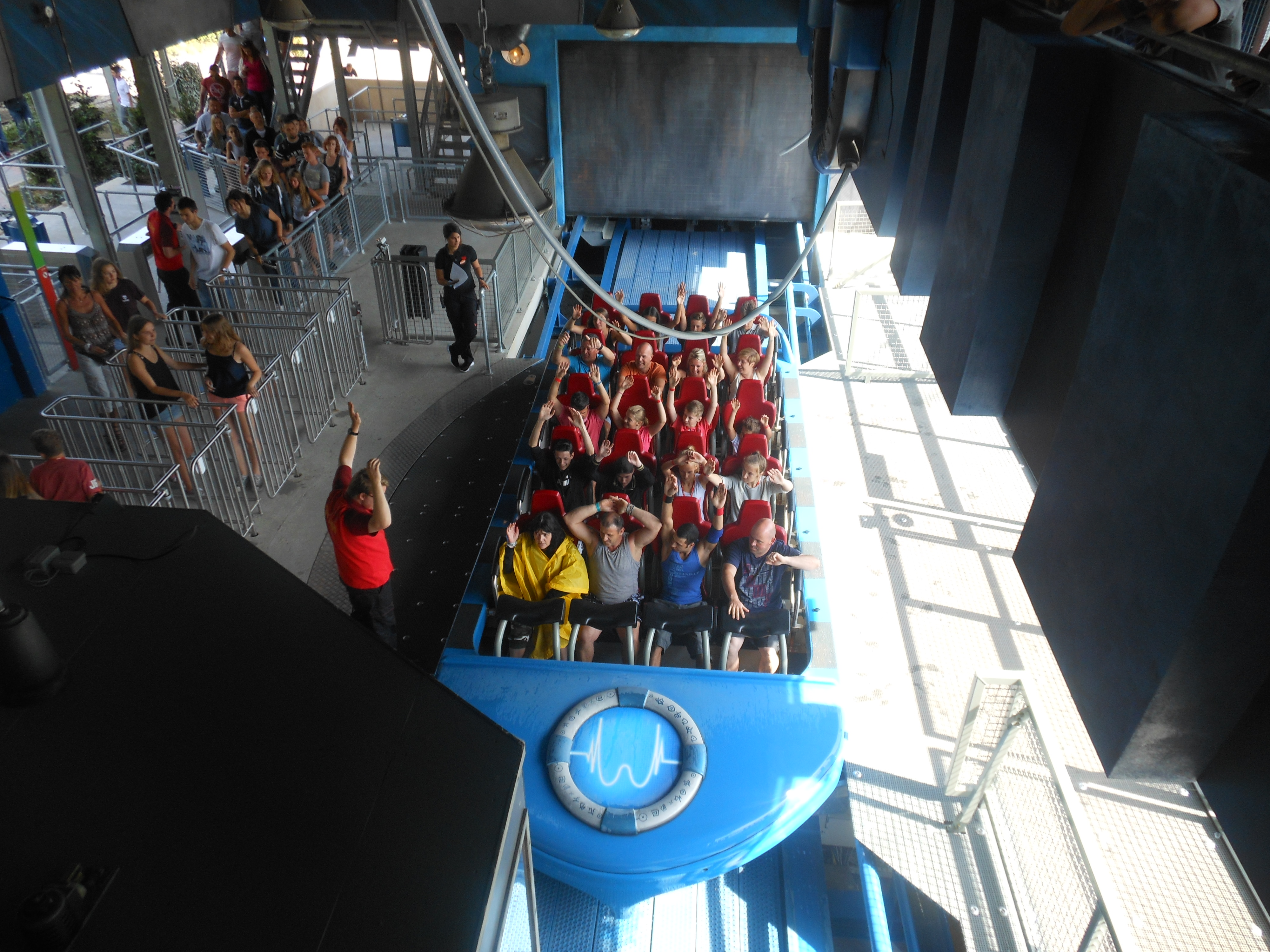
Een van de twee boten, met de draaischijf van de baan naar het station gebracht.

Pulsar is een shuttle-waterachtbaan in het Belgische attractiepark Walibi Belgium en ligt in het themagebied Dock World. Pulsar werd gebouwd door MACK Rides en is de eerste Power Splash ter wereld.

## Verhaal/voorshows
Pulsar is een energiebron die opgesloten zit in een oud pakhuis, waarnaar het stationsgebouw is gethematiseerd. 
In de wachtrij, die doorheen het stationsgebouw passeert, bevinden zich twee voorshows.

## Verloop van de rit
De achtbaantrein(een boot) wordt driemaal gelanceerd, waarvan tweemaal achterwaarts (waarna deze voorwaarts terugrolt) en eenmaal voorwaarts. De lanceringen worden steeds hoger. Op het einde maakt de trein bij het voorwaarts terugrollen een splash, bij de eerste keer voorwaarts en het achterwaarts rollen niet doordat het waterpeil in de "bak" rondom de attractie geregeld kan worden.
In Walibi gebeurt dit door middel van een kleppensysteem dat kan worden opengezet waardoor het waterpeil in de bak in zeer korte tijd stijgt tot hetzelfde niveau als het waterpeil van het meer waaraan de attractie gelegen is. Na de splash wordt met pompen de bak terug gedeeltelijk leeggepompt voor de volgende rit.

## Capaciteit
Hoewel Pulsar een shuttle-achtbaan is, wordt gebruik gemaakt van twee treinen (boten) om toch een redelijke capaciteit te kunnen aanhouden. Dit werd gerealiseerd met een baanstuk dat kan wegdraaien op een draaischijf in het station. Terwijl mensen in de ene boot kunnen in- en uitstappen, legt de tweede boot het traject af. De schijf kan 180° draaien en wisselt steeds van richting. Het is de bedoeling dat elke 75 seconden een boot kan vertrekken.
Daarnaast is er een single riders-rij bij de attractie. Dit zou moeten garanderen dat de boten steeds volledig gevuld zijn. Als aan deze voorwaarden wordt voldaan, kan de attractie theoretisch 950 personen per uur verwerken.

## Geschiedenis

### Informatie
- Oktober 2014: de komst van een nieuwe achtbaan wordt aangekondigd. Over het model van de baan vertelt men nog niets, wel dat het een wereldprimeur wordt en dat de bouwer MACK Rides is.
- Januari 2015: het model van de baan lekt uit. De attractie wordt een Power Splash, een shuttle-waterachtbaan met drie lanceringen.
- Februari 2015: exact een maand later bevestigt Walibi Belgium de uitgelekte informatie over het model. De informatie wordt aangevuld met informatie over het lanceringssysteem: een elektromagnetische katapult.

### Constructie bouwplaats en baandelen
- April 2015: de bouw wordt gestart. Een deel van het meer wordt drooggelegd en een dam wordt aangelegd op de plaats waar de attractie moet komen.
- September 2015: De funderingen voor de baan worden gegoten.
Later in september dienen buurtbewoners een klacht in en eisen dat de bouwvergunning wordt ingetrokken omdat ze vrezen voor geluidsoverlast. Dit gebeurt echter niet.
- Oktober 2015: foto's komen naar buiten van de bouwplaats waar de baandelen vervaardigd worden: staalconstructiebedrijf CSM in België. Ook raakt bekend dat het park voor de achtbaan speciale themamuziek laat maken door het Duitse bedrijf IMAscore. Het is de eerste keer dat IMAscore voor Walibi Belgium werkt. Half oktober lekt de naam van de attractie uit op pretparknieuwssite Looopings. Men meldt dat de baan Pulsar zal gaan heten. Eind oktober wordt de ervaring van de attractie door het park zelf bekendgemaakt met een filmpje, en wordt de naam bevestigd.

### Bouw baan
- November 2015: de eerste dagen van de maand komen de eerste baandelen aan in het park en wordt met de montage begonnen.
- 15 december 2015: het hoogste punt van de achtbaan wordt bereikt. Ook de constructie van het station is reeds gestart.
- 27 januari 2016: het laatste baandeel wordt gemonteerd. De baan zelf staat nu volledig overeind. De ruwbouw van het station is ondertussen ook afgewerkt.

### Testfase
- 4 april 2016: de eerste boot arriveert. Op foto's van het park is te zien dat inmiddels de buitenkant van het station volledig is afgewerkt en uit de steigers is.
- Half april 2016: Er worden testritten gedaan met de eerste boot. Op 11 april maakt de boot zijn eerste splash tegen zo goed als volle snelheid.
- 18 april 2016: ook de tweede boot komt aan in het park.

### Opening
Sinds de aankomst van de eerste boot, zijn er al meerdere succesvolle testen geweest in april. Als de baan goed wordt bevonden, zo werd meegedeeld, konden er al onaangekondigde soft-openingen van de attractie zijn in mei. Dat betekent dat de baan onverwacht een paar uur open is op een willekeurige dag. De eerste soft-opening gebeurde uiteindelijk op 6 mei 2016, tijdens het Hemelvaartweekend.
De attractie is officieel geopend op 4 juni 2016.

## Records
Zie hieronder een overzicht van de records die Pulsar brak bij de opening.

### Absolute records
- Pulsar is de eerste Power Splash ter wereld.
- Pulsar is de eerste waterachtbaan met lancering ter wereld.[3]
- Pulsar is de eerste attractie ter wereld die snelheid, vrije val en een splash combineert.

### Algemene kenmerken
- Pulsar is de achtbaan met de treinen met de grootste wielen ter wereld (diameter: 80 cm).

### Prestaties
Benelux
- Hoogste shuttle-achtbaan van de Benelux
- Snelste shuttle-achtbaan van de Benelux

België
- Hoogste shuttle-achtbaan van België
- Snelste shuttle-achtbaan van België
- Hoogste achtbaan van België[4] (verloren in 2021 aan Kondaa)

Afbeeldingen · Geschiedenis van Walibi Belgium